# Даваа, Кан-оол Тимурович
Кан-оол Тимурович Даваа (тув. Каң-оол Тимур оглу Даваа; род. 7 января 1963) — российский политический деятель. Председатель Верховного Хурала (парламента) Республики Тыва с 21 октября 2010 года.

## Биография
Родился 7 января 1963 года в селе Суг-Бажи Каа-Хемского района Тувинской АССР.
В 1981—1983 годах — проходил службу в рядах Советской Армии в группе Советских войск в Германии.
В 1984 году — поступил в Алтайский государственный медицинский университет.
В 1990—1991 годах — врач-интерн в Республиканской больнице № 1.
В 1991—1995 году — работал врачом-хирургом хирургического отделения Улуг-Хемской центральной кожуунной больницы.
В 1995 году — переведён заведующим хирургическим отделением Улуг-Хемской ЦКБ.
В 1998 году — назначен заместителем главного врача по лечебной части Улуг-Хемской ЦКБ.
В 1999—2000 году — депутат Хурала представителей Улуг-Хемского кожууна Республики Тыва.
В 2000 году — избран депутатом Верховного Хурала Республики Тыва.
В 2002 году — назначен главным врачом Улуг-Хемской центральной кожуунной больницы.
В 2002 году — избран депутатом Законодательной палаты Великого Хурала Республики Тыва, заместителем председателя Комитета по государственному строительству, местному самоуправлению и межрегиональным связям Законодательной палаты Великого Хурала Республики Тыва.
В 2007 году — назначен главным врачом муниципального учреждения здравоохранения «Улуг-Хемская центральная кожуунная больница»;
В 2007 году — назначен министром труда и социальной политики Республики Тыва.
С 2008 года действительный член-корреспондент Международной академии развития здравоохранения и медицинских наук.
С 2009 года — является президентом региональной общественной организации «Федерация настольного тенниса Республики Тыва».
21 октября 2010 года на первом организационном заседании Верховного Хурала (парламента) 1-го созыва Кан-оол Даваа, чья кандидатура была единственной, был избран его председателем.
14 сентября 2014 года был избран депутатом Верховного Хурала (парламента) от Чаа-Хольского одномандатного избирательного округа (№ 11).
29 сентября 2014 года на первом организационном заседании Верховного Хурала (парламента) 2-го созыва Кан-оол Даваа был переизбран председателем.

## Награды
- Орден Почёта (8 ноября 2023 года) — за активную законотворческую деятельность и многолетнюю добросовестную работу[3]
- Орден Дружбы (11 февраля 2013 года) — за активную законотворческую деятельность и многолетнюю добросовестную работу[4]
- Почётная грамота Аппарата Государственной Думы Федерального Собрания Российской Федерации (2006 год)